# STS-98
STS-98 (englisch Space Transportation System) ist die Missionsbezeichnung für einen Flug des US-amerikanischen Space Shuttles Atlantis (OV-104) der NASA. Der Start erfolgte am 7. Februar 2001. Es war die 102. Space-Shuttle-Mission, der 23. Flug der Raumfähre Atlantis und der siebte Flug eines Shuttles zur Internationalen Raumstation (ISS).

## Mannschaft
- Kenneth Cockrell (4. Raumflug), Kommandant
- Mark Polansky (1. Raumflug), Pilot
- Robert Curbeam (2. Raumflug), Missionsspezialist
- Marsha Ivins (5. Raumflug), Missionsspezialistin
- Thomas Jones (4. Raumflug), Missionsspezialist

Ursprünglich war Mark Lee als Besatzungsmitglied vorgesehen. Im September 1999 wurde er jedoch aus der Mannschaft genommen und durch Curbeam ersetzt. Die NASA gab keine Gründe hierfür an.

## Missionsüberblick
Die Mannschaft lieferte das amerikanische Labormodul Destiny als Erweiterung der im Bau befindlichen Internationalen Raumstation (ISS). Insgesamt war die Raumfähre Atlantis sechs Tage mit der Station verbunden. In dieser Zeit führte die Crew drei Ausstiege durch, um Destiny zu installieren und in Betrieb zu nehmen.

## Missionsverlauf

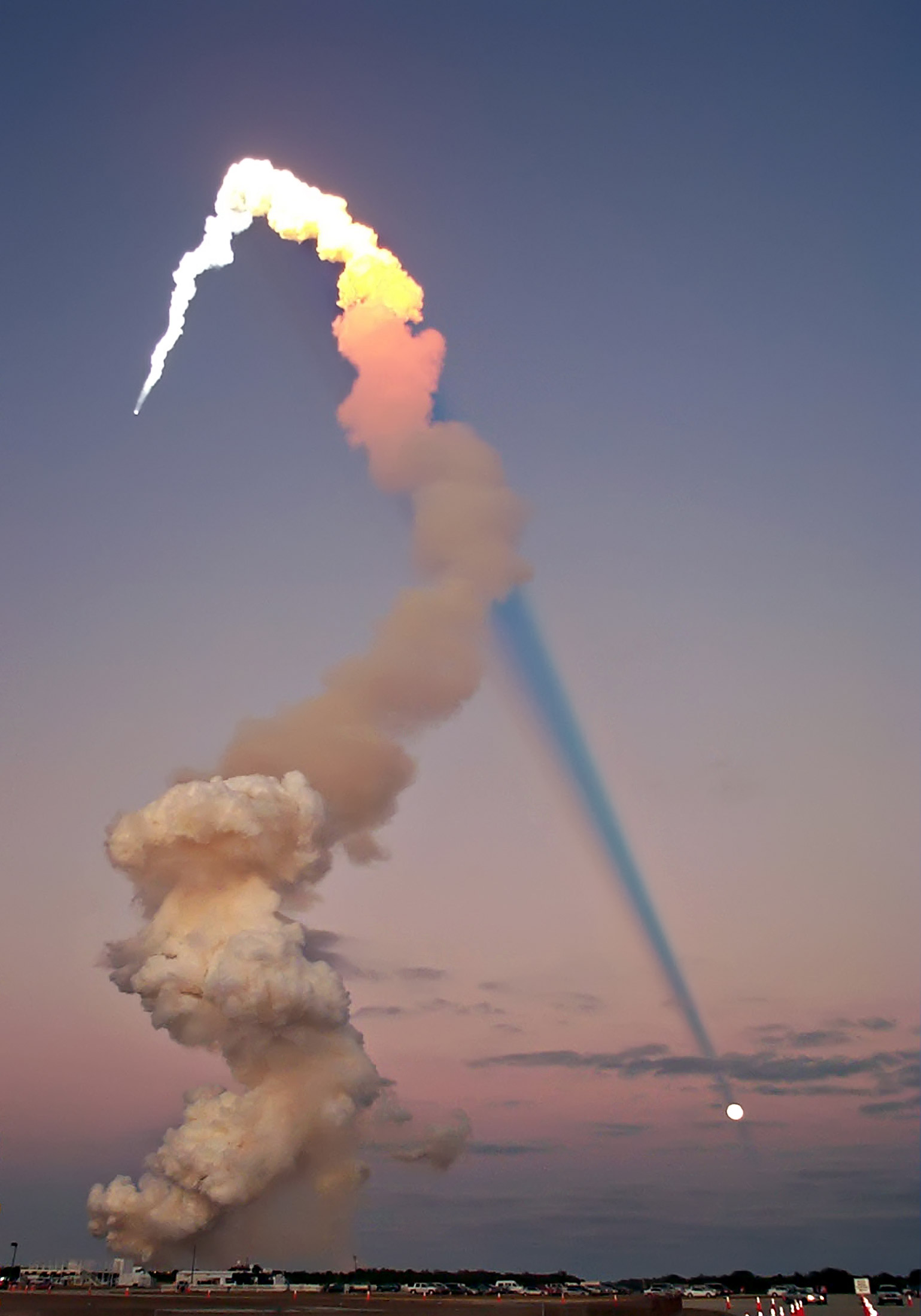
Der Start der Atlantis

Nach dem Start in Cape Canaveral wurden mehrere Bahnmanöver durchgeführt, die eine Kopplung nach bereits 42 Stunden Flugzeit ermöglichten. Die Atlantis dockte als erstes Raumschiff an den Kopplungsadapter PMA-3, welcher sich zum damaligen Zeitpunkt am Nadir-Port von Unity befand, an. Nach einer kurzen Begrüßungszeremonie, bei der auch Wasser, ein Computer, Kabel, frisches Obst, Spielfilme auf DVD und weitere persönliche Familiengeschenke in die Station gelangten, wurden die Luken für die bevorstehenden Außenbordarbeiten wieder geschlossen.

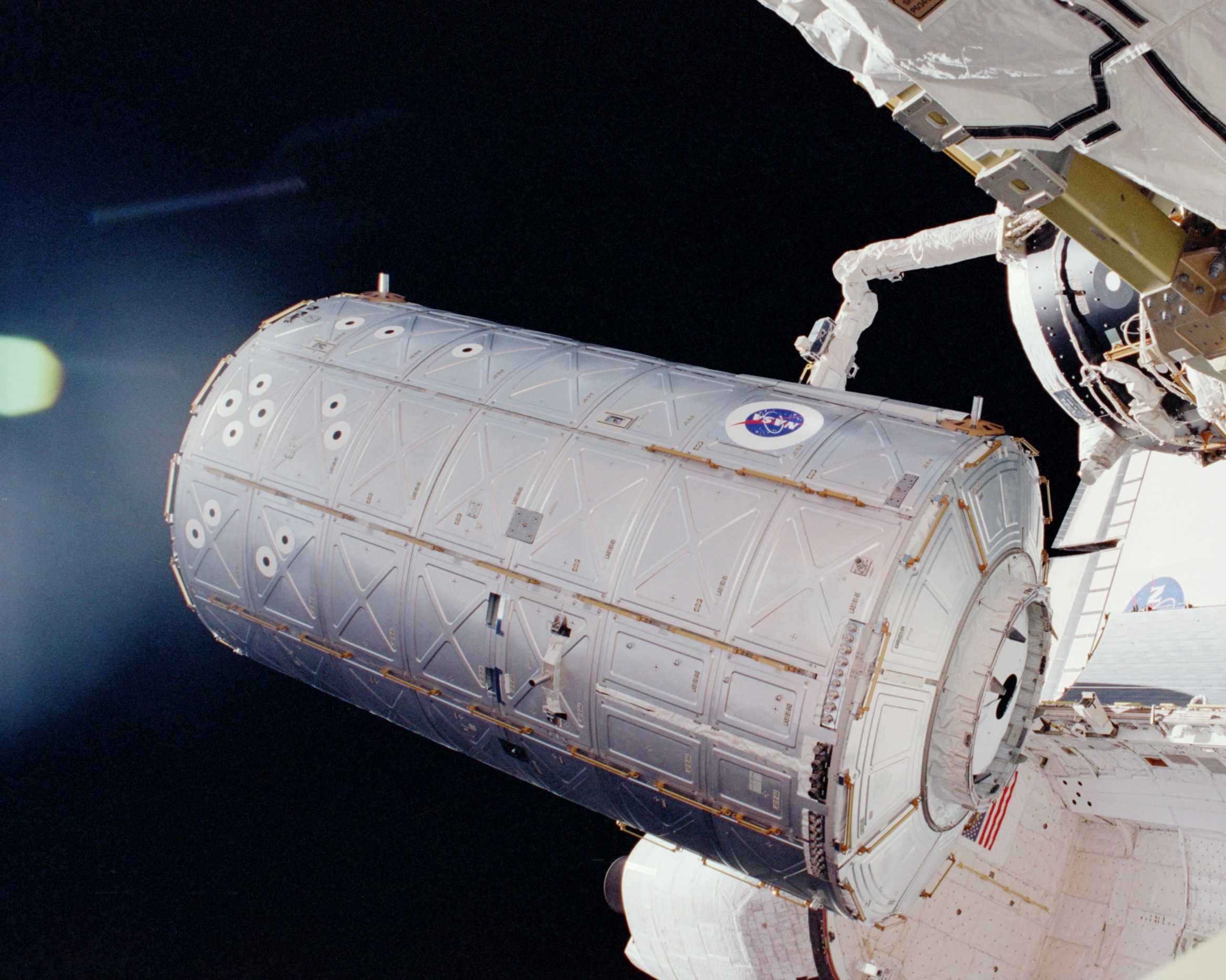
Destiny am Canadarm der Atlantis

Am Morgen des 11. Februar demontierte Marsha Ivins mit Hilfe des Canadarms der Atlantis den Kopplungsadapter PMA-2 von Unity und transportierte ihn an eine vorgesehene Zwischenposition an der Gitterstruktur der Station. Nach dem Verlassen der Schleuse begab sich Thomas Jones zur Gitterstruktur und kontrollierte die korrekte Position des Adapters. Danach fungierte er als Lotse für den Transport des Labormoduls Destiny. Robert Curbeam hatte währenddessen die Halterungen von Destiny sowie die Stromkabel und Kühlleitungen gelöst sowie Schutzverkleidungen von den Kopplungsmechanismen entfernt. Mit dem Canadarm wurde das Modul anschließend aus der Ladebucht gehoben, um 180° gedreht und in die korrekte Position am Modul Unity gebracht. Automatische Kopplungsbolzen sicherten anschließend die Verbindung. Dann verbanden Jones und Curbeam eine Reihe von Strom- und Datenkabeln sowie Kühlmittelleitungen zwischen Unity und Destiny. Aus einer der Leitungen trat dabei eine geringe Menge Ammoniak in kristalliner Form aus. Um eine Kontamination des Shuttles zu vermeiden, hielt sich Curbeam eine halbe Stunde lang im direkten Sonnenlicht auf, um die Kristalle verdampfen zu lassen. Jones bürstete ihn und die Ausrüstung zusätzlich ab. Nach dem Wiedereinstieg und einem Druckausgleich zwischen Schleuse und Shuttle-Kabine trugen die Astronauten etwa 20 Minuten lang Atemmasken. Danach konnte eine Kontamination ausgeschlossen werden. Das Ausstiegsmanöver dauerte durch das aufgetretene Problem und die damit verbundenen zusätzlichen Arbeiten 7 Stunden und 34 Minuten.
Anschließend betraten beide Crews das neue Modul und arbeiteten am Anschluss und der Aktivierung wichtiger Anlagen. Dazu gehörten Luftventilation, zwei Kühlsysteme auf Wasserbasis (4 °C- und 17 °C-System), zwei sogenannte Avionics-Racks mit Steuerungssystemen für die interne Kommunikation, für Lageregelung, Lebenserhaltung, Umweltdaten, Befehls- und Datenverarbeitung sowie das Energiesystem. Zusätzlich installiert wurde ein Rack mit einem Luftaufbereitungssystem. Es absorbiert normalerweise Kohlendioxid aus der Stationsluft und unterstützt damit das Vosduch-System, das im Modul Swesda untergebracht ist, konnte aber wegen eines Defekts nicht in Betrieb genommen werden. Aktiviert wurden aber die Bordcomputer sowie das Feuermelde- und Alarmsystem.

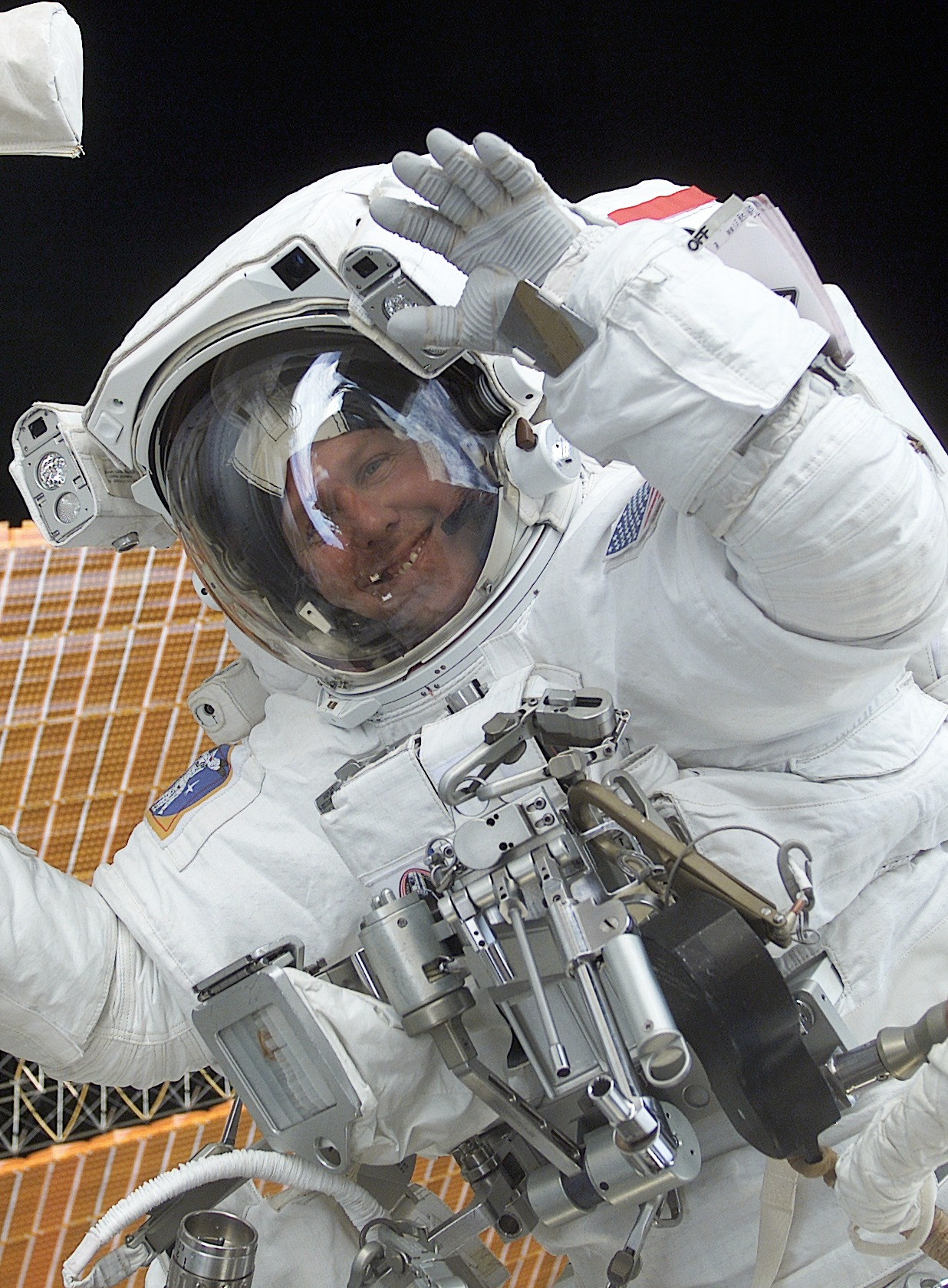
Thomas Jones während des zweiten Ausstiegs

Beim zweiten Ausstieg von Jones und Curbeam am 12. Februar (6:50 Stunden) wurde zunächst der Kopplungsadapter PMA-2 von seiner zeitweiligen Position am Gitterelement Z1 zur Front des Labormoduls Destiny transportiert und dort angedockt. Diese Aufgabe übernahm wieder Marsha Ivins, die den Canadarm des Shuttle bediente. Jones und Curbeam überwachten das Lösen bzw. später das Einrasten der automatischen Verriegelung. Danach befestigten sie Abdeckungen an den Haltebolzen im Laderaum der Atlantis, montierten einen Entlüftungskanal, mehrere Halterungen und Spanndrähte für spätere Außenbordarbeiten und einen Sockel für den kanadischen Manipulatorarm der Station an Destiny. Der Canadarm2 wurde bei der Shuttle-Mission STS-100 im April 2001 zunächst an Destiny angebracht und erst später auf einen Führungsschlitten verlegt. Auf diesem kann er dann auf der Gitterstruktur entlanggleiten und an verschiedenen Orten genutzt werden. Da Jones und Curbeam die geplanten Arbeiten schneller ausführten als geplant, konnten sie anschließend noch Strom- und Datenleitungen zwischen dem Labormodul und dem Kopplungsadapter verbinden, die Verkleidung am Fenster des Labormoduls entfernen und eine Fensterklappe montieren, deren Schließmechanismus von innen bedient werden kann. Während des Wiedereinstiegs der beiden Astronauten wurden die Gyroskope auf Touren gebracht. Sie wurden an den folgenden Tagen umfassend getestet und übernehmen seither die Lageregelung für die gesamte Station. Die Steuerung erfolgt durch die Bordcomputer des Labormoduls.
Nach einem Tag mit etwas Freizeit fand am 14. Februar der dritte Ausstieg von Jones und Curbeam während der Mission statt (5:25 Stunden). Es war gleichzeitig der sechzigste Außenbordeinsatz des Shuttle-Programms und der einhundertste in der amerikanischen Raumfahrt. Die Astronauten montierten eine Reserve-Antenne (S-Band), überprüften sorgfältig die physischen Verbindungen zwischen Destiny und dem Kopplungsadapter PMA-2 und lösten die Sicherung des dritten Radiators an der Gitterstruktur. Er wird für die Abstrahlung überschüssiger Wärme, die im neuen Stationsmodul entsteht, benötigt. Den Abschluss der Arbeiten bildete die Dokumentation der Außenhaut der neuen Bauteile durch Fotografien und die Erprobung eines Rettungsverfahrens für bewusstlose Raumfahrer während eines Ausstiegs.
Am letzten gemeinsamen Arbeitstag mit der ISS-Crew wurden weitere Materialien in die Station transportiert. Zu den insgesamt 1,5 Tonnen Versorgungsgütern gehörten neben Wasser und Nahrung vor allem Ersatzteile, Bekleidung, Werkzeug, Computerzubehör, ein Ersatzcomputer, eine Reserveanlage zur Kohlendioxidabsorption und ein Raumanzug für Außenbordeinsätze. In der Gegenrichtung wurden 420 Kilogramm Abfall und Verpackungsmaterial entsorgt. Außerdem fanden eine Videokonferenz mit Schülern in Maryland sowie eine Pressekonferenz mit Journalisten und Wissenschaftlern in den Kontrollzentren in Houston und Moskau statt. An den zurückliegenden Tagen war die Bahn des Komplexes während vier Antriebsperioden um knapp 30 Kilometer angehoben worden.
Während der Mission wurden auch einige kleinere wissenschaftliche Untersuchungen angestellt. Zum einen wurde ein mit einer Vielzahl von eingefrorenen Proteinproben gefülltes Gefäß in die Station transportiert. Das Gefäß ist von flüssigem Stickstoff umgeben. Dieser verdampft allmählich, wodurch die Temperatur im Gefäß steigt und die Proben auftauen. Nach etwa 11 Tagen beginnt dann die Kristallisation der Proteine. Die Proben wurden zur genaueren Untersuchung bei der Mission STS-102 im März zurück zur Erde gebracht. Das Student Crystal Experiment wurde von über 400 Schülern 89 amerikanischer Schulen geplant. Mit diesem und weiteren Experimenten (SEEDS, EarthKAM) will die NASA Interesse und Begeisterung an der bemannten Raumfahrt fördern.

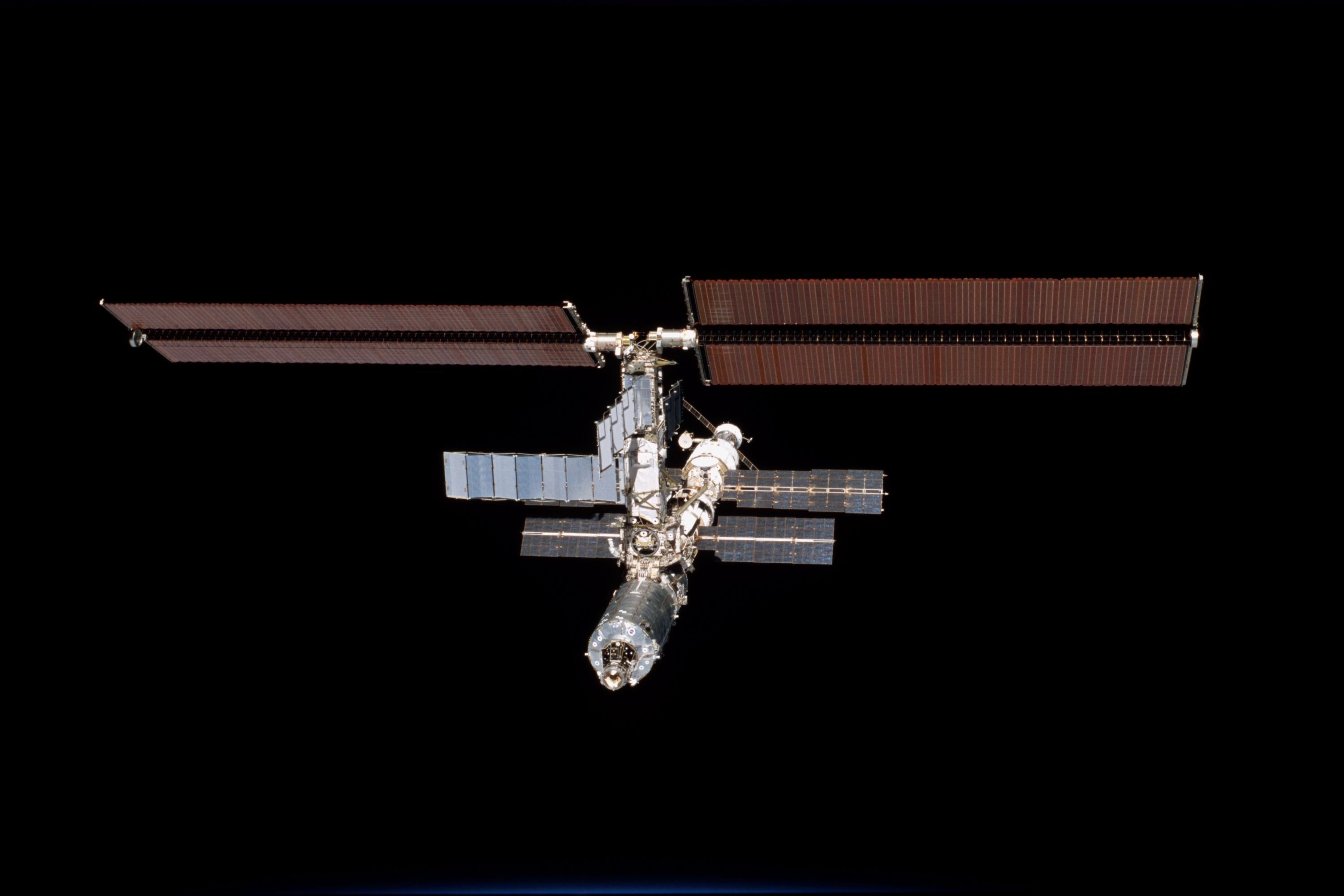
Die Station mit dem neuen Labormodul

In Antriebsphasen wird der gesamte Komplex in Vibrationen versetzt. Mit speziellen Geräten an Bord der Atlantis wurden die Frequenzen bestimmt, bei denen die Station besonders stark mitschwingt. Wenn weitere Teile an die Station angebaut werden, verändern sich auch diese sogenannten Eigenfrequenzen. Deshalb wurde dieses Experiment auch bei zukünftigen Missionen wiederholt.
Die heißen Abgase der Shuttle-Triebwerke haben große Auswirkungen auf die umgebende Ionosphäre. Sie verursachen chemische Veränderungen, in deren Folge ein etwa 50 Kilometer messendes Loch in der Ionosphäre entsteht. Mehrere dieser Löcher wurden von der Erde aus mit Radar und Laser analysiert. Weitere Routineuntersuchungen betrafen die Wiederanpassung an die Schwerkraft nach dem Flug, Veränderungen im Immunsystem der Astronauten und die Aufzeichnung von GPS-Daten während des gesamten Fluges.
Nach dem Abkoppeln umflog die Atlantis die Station. Dabei wurde eine Vielzahl an Video- und Standbildern angefertigt. Die Landung erfolgte wegen schlechten Wetters zwei Tage später als ursprünglich geplant und außerdem auf dem Gelände des Luftwaffenstützpunktes Edwards in Kalifornien.